# Bahnhof Köln West
Der Bahnhof Köln West liegt im nordwestlichen Rand der Kölner Innenstadt im Stadtteil Neustadt-Nord an der Venloer Straße. Der Bahnhof ist Nahverkehrssystemhalt und liegt am Kölner Eisenbahnring (Teil der linken Rheinstrecke). Der Bahnhof verfügt über zwei Bahnsteiggleise an einem 210 Meter langen Mittelbahnsteig und acht bahnsteiglose Gleise, die für den Güterzugverkehr genutzt werden. Die Fassade des ehemaligen Empfangsgebäudes steht unter Denkmalschutz.

## Geschichte

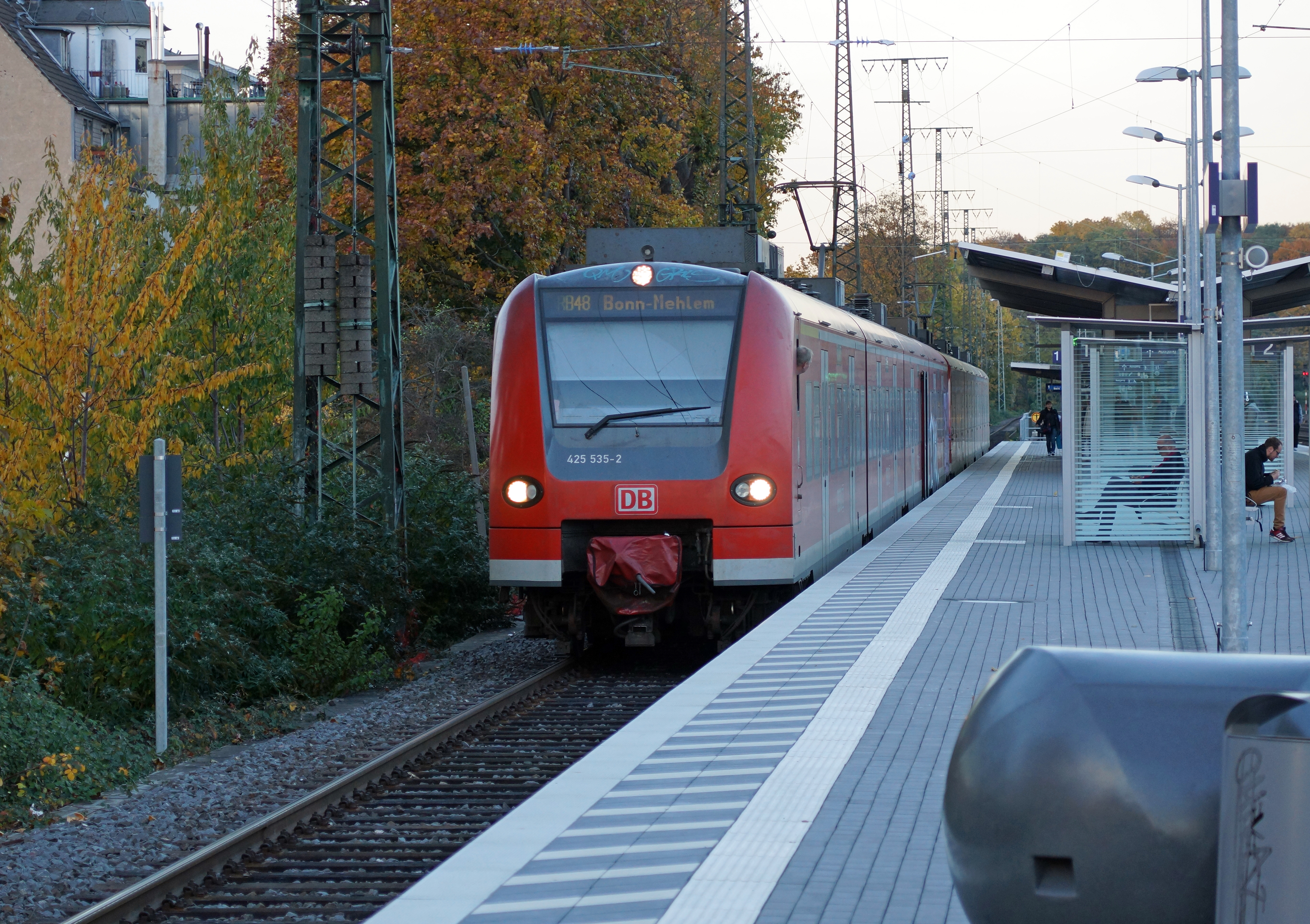
Bahnsteig

Seit der Eröffnung des Kölner Centralbahnhofs 1859 führte dessen Verbindung zur linken Rheinstrecke an der Innenseite der Stadtmauer im Bereich der heutigen Ringe entlang. Als ab 1881 die Stadtmauer entfernt und die Neustadt angelegt wurde, erforderte dies auch eine Neuordnung der Eisenbahnstrecken. Am 9. Januar 1883 beschloss der Stadtrat die Verlegung der Bahnstrecke auf einen Damm, der weiter vom Zentrum entfernt war als zuvor. Dieser Damm führte auf der Innenseite des neuen Inneren Festungsgürtels entlang der Neustadt, wobei an allen Ausfahrtstraßen Unterführungen errichtet wurden. Entlang der neuen, unter Leitung von Ernst Dircksen erbauten Strecke, entstanden zwei Bahnhöfe: Köln West (Schreibweise bis 1914: Cöln West) und Köln Süd. Beide Bahnhöfe wurden 1891 eröffnet. Die Fassade des Empfangsgebäudes entsprach weitgehend dem bis heute erhaltenen Erscheinungsbild, allerdings befand sich auf dem Damm eine Bahnsteighalle, die die Personenzuggleise und den Bahnsteig mit Warteraum überspannte.
Ein seit 2020 am Bahnhof im Bau befindliches Elektronisches Stellwerk „linker Rhein“ soll Ende 2024 in Betrieb gehen. Es soll 110 Millionen Euro kosten.

## Strecken
Die Personenverkehrsgleise trennen sich unmittelbar nördlich des Bahnhofs voneinander. Während das nordwärts führende Richtungsgleis auf direktem Wege nach Köln Hbf geführt wird, umfährt das südwärts führende Richtungsgleis in großem Bogen den Betriebsbahnhof nördlich, was in einer fast 500 Meter größeren Streckenlänge resultiert. Die Güterzuggleise trennen sich am Nordkopf von Köln West höhengleich in die Strecken nach Köln-Ehrenfeld und weiter zur Schnellfahrstrecke Köln – Aachen und nach Köln-Nippes und weiter als linksniederrheinische Strecke. Außerdem zweigt von den Gütergleisen das sogenannte Schlundgleis ab, das über das Gelände des abgebauten Güterbahnhofs Köln Gereon durch mehrere Unterführungen in den Betriebsbahnhof führt.

## Ausstattung
Neue LC-Zugzielanzeiger sind seit Herbst 2007 vorhanden. Auf dem Bahnsteig befinden sich zwei Aufzüge, die beide auf die Venloer Straße und auf die Bahnsteige der Stadtbahn-Haltestelle führen.
Der Bahnhof wurde im Zuge der „Modernisierungsoffensive 2“ des Landes Nordrhein-Westfalen umfangreich saniert und modernisiert. Dabei erfolgte ein Neubau des Mittelbahnsteiges südlich der Venloer Straße an den Gleisen 1 und 2 auf 210 Metern Länge. Der Bahnsteig wurde auf 76 cm angehoben, um den barrierefreien Ein- und Ausstieg zu ermöglichen. Bis dahin war der Bahnsteig nur 38 Zentimeter hoch. Außerdem wurde das Bahnsteigdach auf einer Länge von 42 Metern neu gebaut. Die Zuwegung über den Bahnsteig wurde neu gestaltet, ebenso erfolgte ein Austausch von Beleuchtung, Lautsprechern, Vitrinen, Sitzen und Abfallbehältern. Ein weiterer Bauabschnitt, für den von der Bahn bislang noch kein Termin benannt wurde, soll im Rahmen der Brückensanierung über die Venloer Straße eine zusätzliche Treppenanlage zur Verkürzung der Wegeführung beinhalten.
Der vom Bahnhof südlich gelegene Neubau des Bahnsteigs ersetzt den alten Bahnsteig, der jedoch nicht abgebaut wurde. Um den Zugang zum alten Bahnsteig von der Öffentlichkeit abzusperren, wurden Metallzäune gebaut.

## U-Bahnhof Hans-Böckler-Platz/Bf. West

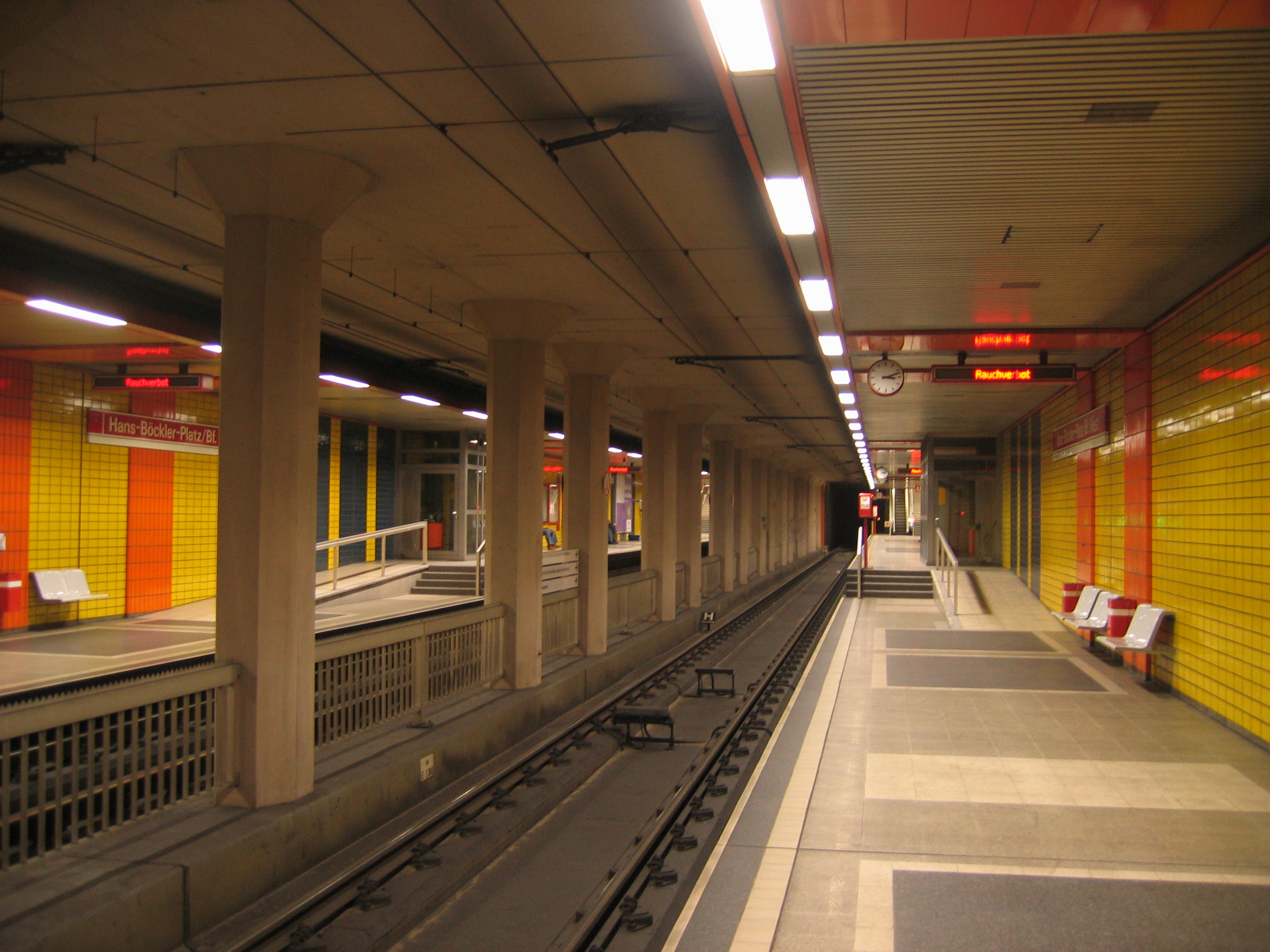
Die Stadtbahn-Haltestelle

Rechtwinklig unter dem Bahnhof Köln West befindet sich die Haltestelle Hans-Böckler-Platz/Bf. West der Stadtbahn Köln, die von den Linien 3, 4 und 5 bedient wird. Neben Treppenzugängen vom Vorplatz ist die Station durch zwei Aufzugsschächte direkt mit dem Bahnhof verbunden. Am westlichen Ende der Haltestelle trennt sich die Linie 5 höhenfrei von den Linien 3 und 4, wobei sich die Weiche in Richtung Innenstadt noch im Bahnsteigbereich befindet. Die noch bestehenden 30-cm-Bahnsteigabschnitte dienten früher der Linie 5, auf der aber seit 2002 Hochflurwagen verkehren, weshalb ausschließlich die 90-cm-Bahnsteigabschnitte genutzt werden. Da in Richtung Innenstadt mittlerweile fast alle Haltestellen auf Hochbahnsteige umgerüstet sind, ist ein Fahrgastbetrieb mit Niederflurzügen heute nicht mehr möglich.
| Linie | Linienverlauf | Takt   |
| ----- | --- | ------ |
| 3     | Thielenbruch – Dellbrück – Holweide – Buchheim – Buchforst – Koelnmesse – Bf. Deutz/Lanxess Arena – U Severinstraße – U Poststraße – U Neumarkt – U Appellhofplatz (Breite Straße) – U Friesenplatz – U Hans-Böckler-Platz/Bahnhof West – U Piusstraße – U Körnerstraße – U Venloer Straße/Gürtel (Bf. Ehrenfeld) – U Leyendeckerstraße – U Rochusplatz – U Akazienweg – Bocklemünd – Mengenich – Görlinger-Zentrum | 10 min |
| 4     | Leverkusen-Schlebusch – Köln-Dünnwald – Höhenhaus – Mülheim Wiener Platz – Koelnmesse – Bf. Deutz/Lanxess Arena – U Severinstraße – U Poststraße – U Neumarkt – U Appellhofplatz (Breite Straße) – U Friesenplatz – U Hans-Böckler-Platz/Bahnhof West – U Piusstraße – U Körnerstraße – U Venloer Straße/Gürtel (Bf. Ehrenfeld) – U Leyendeckerstraße – U Rochusplatz – U Akazienweg – Bocklemünd                   | 10 min |
| 5     | Sparkasse Am Butzweilerhof – IKEA Am Butzweilerhof – Alter Flughafen Butzweilerhof – Rektor-Klein-Straße – Margaretastraße – Iltisstraße – Lenauplatz – Nußbaumerstraße – Subbelrather Straße/Gürtel – Liebigstraße – Gutenbergstraße – U Hans-Böckler-Platz/Bahnhof West – U Friesenplatz – U Appellhofplatz/Zeughaus – U Dom/Hbf – U Rathaus – U Heumarkt                                                         | 10 min |

## Betrieb
Der Bahnhof Köln West wird durch die Linien RE 22 (Köln Messe/Deutz – Gerolstein), RB 24 (Köln Messe/Deutz – Kall), RB 26 (Köln Messe/Deutz – Mainz Hbf) sowie RB 48 (Wuppertal-Oberbarmen – Bonn-Mehlem) angefahren.
| Linie       | Linienbezeichnung | Takt                                                                                     |
| ----------- | --- | ---------------------------------------------------------------------------------------- |
| RE 22 RB 22 | Eifel-Express: Köln Messe/Deutz – Köln Hbf – Köln West – Köln Süd – Erftstadt – Weilerswist – Euskirchen – Mechernich – Kall – Urft (Steinfeld) – Nettersheim – Blankenheim (Wald) – Schmidtheim – Dahlem (Eifel) – Jünkerath – Lissendorf – Oberbettingen-Hillesheim – Gerolstein (Gattungswechsel RE/RB) – Birresborn – Mürlenbach – Densborn – Usch/Zendscheid – St. Thomas – Kyllburg – Bitburg-Erdorf – Hüttingen – Philippsheim – Speicher – Auw an der Kyll – Daufenbach – Kordel – Ehrang – Pfalzel – Trier Hbf (aufgrund von Hochwasserschäden längerfristig im Schienenersatzverkehr zwischen Kall und Gerolstein) Stand: April 2023 | 60 min                                                                                   |
| RB 24       | Eifel-Bahn: Köln Messe/Deutz – Köln Hbf – Köln West – Köln Süd – Hürth-Kalscheuren – Brühl-Kierberg – Erftstadt – Weilerswist – Weilerswist-Derkum – Euskirchen-Großbüllesheim – Euskirchen – Satzvey – Mechernich – Scheven – Kall (– Urft (Steinfeld) – Nettersheim – Blankenheim (Wald) – Schmidtheim – Dahlem (Eifel) – Jünkerath – Lissendorf – Oberbettingen-Hillesheim – Gerolstein) (aufgrund von Hochwasserschäden längerfristig im Schienenersatzverkehr zwischen Kall und Gerolstein) Stand: April 2023 | 60 min (Köln–Kall) einzelne Züge (Kall–Gerolstein)                                       |
| RB 26       | MittelrheinBahn: (Köln/Bonn Flughafen –) (nur im Nachtverkehr) Köln Messe/Deutz – Köln Hbf – Köln West – Köln Süd – Hürth-Kalscheuren – Brühl – Sechtem – Roisdorf – Bonn Hbf – Bonn UN Campus – Bonn-Bad Godesberg – Bonn-Mehlem – Rolandseck – Oberwinter – Remagen – Sinzig (Rhein) – Bad Breisig – Brohl – Namedy – Andernach – Weißenthurm – Mülheim-Kärlich – Koblenz-Lützel – Koblenz Stadtmitte – Koblenz Hbf – Rhens – Spay – Boppard Hbf – Boppard-Bad Salzig – Boppard-Hirzenach – Sankt Goar – Oberwesel – Bacharach – Niederheimbach – Trechtingshausen – Bingen (Rhein) Hbf – Bingen (Rhein) Stadt – Bingen-Gaulsheim – Gau Algesheim – Ingelheim – Heidesheim (Rheinhessen) – Uhlerborn – Budenheim – Mainz-Mombach – Mainz Hbf Stand: Fahrplanwechsel Dezember 2021 | 60 min                                                                                   |
| RB 48       | Rhein-Wupper-Bahn: Wuppertal-Oberbarmen – Wuppertal-Barmen – Wuppertal Hbf – Wuppertal-Vohwinkel – Haan-Gruiten – Haan – Solingen Hbf – Leichlingen – Opladen – Leverkusen-Manfort – Köln-Mülheim – Köln Messe/Deutz – Köln Hbf – Köln West – Köln Süd – Hürth-Kalscheuren – Brühl – Sechtem – Roisdorf – Bonn Hbf – Bonn UN Campus – Bonn-Bad Godesberg – Bonn-Mehlem Stand: Fahrplanwechsel Dezember 2021 | 30 min (W-Oberbarmen–Köln) 30 (HVZ)/60 min (Köln–Bonn Hbf) 60 min (Bonn Hbf–Bonn-Mehlem) |

Im Busverkehr kann zu folgenden Linien umgestiegen werden:
| Linie | Fahrstrecke |
| ----- | --- |
| 172   | Widdersdorf – Bf. Lövenich – Weiden – Müngersdorf – Eupener Straße – Aachener Straße/Gürtel – Hans-Böckler-Platz/Bf. West – Friesenplatz – Dom/Hbf verkehrt nur in der HVZ. Der Abschnitt Widdersdorf – Eupener Straße wird nur in Lastrichtung bedient |
| 173   | Weiden, Lübecker Straße – Junkersdorf – Eupener Straße – Aachener Straße/Gürtel – Hans-Böckler-Platz/Bf. West – Friesenplatz – Dom/Hbf verkehrt nur in der HVZ. Der Abschnitt Weiden, Lübecker Straße – Eupener Straße wird nur in Lastrichtung bedient |